# نموذج رولر لاستراتيجيات الاتصال في العلاقات العامة
مفهوم نموذج رولر لاستراتيجيات الاتصال في العلاقات العامة 
أشار Betteke Van Ruler عام 2004 إلى استراتيجيات اتصالية تساعد ممارسي العلاقات العامة على التعامل مع المواقف وتحدد لكل موقف الاستراتيجية المناسبة
الفرضية الأساسية
يصعب استخدام استراتيجية واحدة فقط للاتصال في العلاقات العامة، بل لا بد استخدام الاستراتيجية المناسبة لكل موقف اتصالي ويمكن استخدام عدة استراتيجيات في موقف واحد إذا تطلّب الأمر وهو ما يُسمّى بالنموذج الموقفي للاستراتيجيات الاتصالية في العلاقات العامة
محاور نموذج رولر للاستراتيجيات الاتصالية
المحور الأول: 
يشير إلى طبيعة عملية الاتصال، ومدى مشاركة الجمهور في هذه العملية، ويمثل أحد طرفي هذا المحور الاتصال في اتجاه واحد، في حين يمثل الطرف الثاني الاتصال في اتجاهين.
المحور الثاني: 
يشير إلى طبيعة المضمون والمعاني التي تتضمنها الرسائل الاتصالية، ويمثل أحد طرفي هذا المحور الرسائل التي يعبر المضمون والمعنى عن رؤى المنظمة فقط، أما الطرف الثاني فيشير إلى الرسائل التي تعبر عن كل من المنظمة والجمهور، وتحمل دلالات تعكس رؤى الطرفين.

الاستراتيجيات الاتصالية (Ruler, 2004) :
تتحدد ملامح الاستراتيجيات الاتصالية للعلاقات العامة في عدة نقاط لكل إستراتيجية
أولاً إستراتيجية الإعلام:
•الاتصال في اتجاه واحد من المنظمة ويعبر عن المضمون الاتصالي عن رؤى المنظمة.
•تقديم معلومات إلى الجماهير لمساعدتهم في تكوين الرأي واتخاذ القرار (البيانات الصحفية + المطبوعات).
•تعبر بوضوح عن سياسة وأهداف المنظمة.
•تتطلب جمهوراً مدركاً يبحث عن المعلومات.
ثانياً إستراتيجية الإقناع:
•الاتصال في آحادي الاتجاه، والمضمون الاتصالي يعبر عن كل من رؤى المنظمة والجماهير ويحمل دلالات تعكس وجهة نظر الطرفين
•تعتبر إستراتيجية أساسية في كل من الإعلان والدعاية
•تستخدم في اتصالات المنظمة عندما تسعى على خلق قاعدة للعلاقات الاستراتيجية مع الجماهير الأساسية للمنظمة.
•تسعى المنظمة من خلال هذه الاستراتيجية إلى تغيير مقصود في معلومات واتجاهات وسلوكيات الجمهور.
•تستخدم هذه الاستراتيجية في الرسائل الإقناعية للجمهور غير النشيط أو الجمهور الضمني.
ثالثاً إستراتيجية بناء الإجماع:
•تجمع هذه الاستراتيجية بين الاتصال في اتجاهين، والمضمون الاتصالي الذي يعبر عن رؤى المنظمة.
•تستخدم لإقامة علاقات إستراتيجية بين المنظمة وبيئتها الخارجية، أو بين المنظمة والموظفين فيها.
•تستخدم هذه الاستراتيجية عندما يكون هناك تعارض في المصالح في أطراف يعتمد كل طرف منهما في وجوده على الطرف الآخر.
رابعاً إستراتيجية الحوار:
•تجمع هذه الاستراتيجية بين الاتصال في اتجاهين، والمضمون الاتصالي الذي يعبر عن رؤى كل من المنظمة والجماهير ويحمل دلالات تعكس وجهة نظر الطرفين.
•تتضمن هذه الاستراتيجية استشارة الجمهور في سياسة المنظمة والقضايا المختلفة ويتم مشاركة الجمهورفي صنع القرارات.
•تُسمّى بـ (إستراتيجية التيسير) حيث تعمل المنظمة على تيسير مشاركة الجمهور وتفاعله في رسم سياستها، وتهتم في الوقت نفسه على تنفيذ برامج المسؤولية الاجتماعية.
•تستخدم إستراتيجية الحوار في المناقشات المتعلقة بممارسة العلاقات العامة، وكذلك في المناقشات الفكرية المتعمقة حول المشكلات والأزمات المتوقع حدوثها وكيفية الاستجابة لها، وتتطلب هذه الاستراتيجية رسائل اتصالية من أطراف الحوار، وعادة ما توجه إلى الجمهور المدرك والنشط.